# Convocazioni per il campionato europeo maschile di calcio 1984
Elenco dei giocatori convocati da ciascuna Nazionale partecipante agli Europei di calcio 1984.

## Gruppo A

### Belgio[1]
Allenatore:  Guy Thys
| N. | Pos. | Giocatore               | Data nascita (età) | Pres. | Squadra         |
| -- | ---- | ----------------------- | ------------------ | ----- | --------------- |
| 1  | P    | Jean-Marie Pfaff        | 4 dicembre 1953    |       | Bayern Monaco   |
| 2  | D    | Georges Grün            | 25 gennaio 1962    |       | Anderlecht      |
| 3  | D    | Paul Lambrichts         | 16 ottobre 1954    |       | KSK Beveren     |
| 4  | D    | Lei Clijsters           | 6 novembre 1956    |       | Thor Waterschei |
| 5  | D    | Michel De Wolf          | 19 gennaio 1958    |       | Gent            |
| 6  | C    | Franky Vercauteren      | 28 ottobre 1956    |       | Anderlecht      |
| 7  | C    | René Vandereycken       | 22 luglio 1953     |       | Anderlecht      |
| 8  | C    | Nico Claesen            | 1º ottobre 1962    |       | Sérésien        |
| 9  | A    | Erwin Vandenbergh       | 26 gennaio 1959    |       | Anderlecht      |
| 10 | C    | Ludo Coeck              | 26 settembre 1955  |       | Inter           |
| 11 | A    | Jan Ceulemans           | 28 febbraio 1957   |       | Club Bruges     |
| 12 | P    | Jacky Munaron           | 8 settembre 1956   |       | Anderlecht      |
| 13 | D    | Marc Baecke             | 24 luglio 1956     |       | KSK Beveren     |
| 14 | C    | Walter De Greef         | 13 novembre 1957   |       | Anderlecht      |
| 15 | D    | René Verheyen           | 30 marzo 1952      |       | Club Bruges     |
| 16 | C    | Enzo Scifo              | 19 febbraio 1966   |       | Anderlecht      |
| 17 | C    | Eddy Voordeckers        | 4 febbraio 1960    |       | Thor Waterschei |
| 18 | A    | Alexandre Czerniatynski | 28 luglio 1960     |       | Anderlecht      |
| 19 | D    | Raymond Mommens         | 27 dicembre 1958   |       | Lokeren         |
| 20 | P    | Wim De Coninck          | 23 luglio 1959     |       | Waregem         |

### Danimarca[2]
Allenatore:  Sepp Piontek
| N. | Pos. | Giocatore           | Data nascita (età) | Pres. | Squadra        |
| -- | ---- | ------------------- | ------------------ | ----- | -------------- |
| 1  | P    | Ole Kjær            | 16 agosto 1954     | 26    | Esbjerg        |
| 2  | D    | Ole Rasmussen       | 19 marzo 1952      | 38    | Hertha Berlino |
| 3  | D    | Søren Busk          | 10 aprile 1953     | 29    | Gent           |
| 4  | D    | Morten Olsen        | 14 agosto 1949     | 62    | Anderlecht     |
| 5  | D    | Ivan Nielsen        | 8 ottobre 1956     | 16    | Feyenoord      |
| 6  | C    | Søren Lerby         | 1º febbraio 1958   | 37    | Bayern Monaco  |
| 7  | C    | Jens Jørn Bertelsen | 15 febbraio 1952   | 44    | Sérésien       |
| 8  | C    | Jesper Olsen        | 20 marzo 1961      | 16    | Ajax           |
| 9  | C    | Allan Simonsen      | 15 dicembre 1952   | 46    | Vejle          |
| 10 | A    | Preben Elkjær       | 11 settembre 1957  | 38    | Lokeren        |
| 11 | A    | Klaus Berggreen     | 3 febbraio 1958    | 14    | Pisa           |
| 12 | C    | Jan Mølby           | 4 luglio 1963      | 8     | Ajax           |
| 13 | C    | John Lauridsen      | 2 aprile 1959      | 15    | Espanyol       |
| 14 | A    | Michael Laudrup     | 15 giugno 1964     | 13    | Lazio          |
| 15 | C    | Frank Arnesen       | 30 settembre 1956  | 31    | Anderlecht     |
| 16 | P    | Troels Rasmussen    | 7 aprile 1961      | 7     | Aarhus         |
| 17 | A    | Steen Thychosen     | 22 settembre 1958  | 1     | Vejle          |
| 18 | D    | John Sivebæk        | 25 ottobre 1961    | 20    | Vejle          |
| 19 | A    | Kenneth Brylle      | 22 maggio 1959     | 8     | Anderlecht     |
| 20 | P    | Ole Qvist           | 25 febbraio 1950   | 25    | KB             |

### Francia[3]
Allenatore:  Michel Hidalgo
| N. | Pos. | Giocatore              | Data nascita (età) | Pres. | Squadra             |
| -- | ---- | ---------------------- | ------------------ | ----- | ------------------- |
| 1  | P    | Joël Bats              | 4 gennaio 1957     |       | Auxerre             |
| 2  | D    | Manuel Amoros          | 1º febbraio 1962   |       | Monaco              |
| 3  | D    | Jean-François Domergue | 23 giugno 1957     |       | Tolosa              |
| 4  | D    | Maxime Bossis          | 26 giugno 1955     |       | Nantes              |
| 5  | D    | Patrick Battiston      | 12 marzo 1957      |       | Bordeaux            |
| 6  | C    | Luis Miguel Fernández  | 2 ottobre 1959     |       | Paris Saint-Germain |
| 7  | C    | Jean-Marc Ferreri      | 26 dicembre 1962   |       | Auxerre             |
| 8  | A    | Daniel Bravo           | 9 febbraio 1963    |       | Monaco              |
| 9  | C    | Bernard Genghini       | 18 gennaio 1958    |       | Monaco              |
| 10 | C    | Michel Platini         | 21 giugno 1955     |       | Juventus            |
| 11 | A    | Bruno Bellone          | 14 marzo 1962      |       | Monaco              |
| 12 | C    | Alain Giresse          | 2 agosto 1958      |       | Bordeaux            |
| 13 | A    | Didier Six             | 21 agosto 1954     |       | Mulhouse            |
| 14 | C    | Jean Tigana            | 23 giugno 1955     |       | Bordeaux            |
| 15 | D    | Yvon Le Roux           | 19 aprile 1960     |       | Monaco              |
| 16 | A    | Dominique Rocheteau    | 14 gennaio 1955    |       | Paris Saint-Germain |
| 17 | A    | Bernard Lacombe        | 15 agosto 1952     |       | Bordeaux            |
| 18 | D    | Thierry Tusseau        | 19 gennaio 1958    |       | Bordeaux            |
| 19 | P    | Philippe Bergerôo      | 13 gennaio 1954    |       | Tolosa              |
| 20 | P    | Albert Rust            | 10 ottobre 1953    |       | Sochaux             |

### Jugoslavia[4]
Allenatore:  Todor Veselinović
| N. | Pos. | Giocatore          | Data nascita (età) | Pres. | Squadra             |
| -- | ---- | ------------------ | ------------------ | ----- | ------------------- |
| 1  | P    | Zoran Simović      | 2 novembre 1954    |       | Hajduk Spalato      |
| 2  | D    | Nenad Stojković    | 26 maggio 1957     |       | Partizan            |
| 3  | D    | Mirsad Baljić      | 4 marzo 1962       |       | Željezničar         |
| 4  | D    | Srečko Katanec     | 16 luglio 1963     |       | Olimpia Lubiana     |
| 5  | D    | Velimir Zajec      | 12 febbraio 1956   |       | Dinamo Zagabria     |
| 6  | D    | Ljubomir Radanović | 21 luglio 1960     |       | Partizan            |
| 7  | C    | Miloš Šestić       | 8 agosto 1958      |       | Stella Rossa        |
| 8  | C    | Ivan Gudelj        | 21 settembre 1960  |       | Hajduk Spalato      |
| 9  | C    | Safet Sušić        | 13 aprile 1955     |       | Paris Saint-Germain |
| 10 | C    | Mehmed Baždarević  | 20 settembre 1960  |       | Željezničar         |
| 11 | A    | Zlatko Vujović     | 26 agosto 1958     |       | Hajduk Spalato      |
| 12 | P    | Tomislav Ivković   | 11 agosto 1958     |       | Stella Rossa        |
| 13 | D    | Faruk Hadžibegić   | 7 ottobre 1957     |       | Sarajevo            |
| 14 | D    | Marko Elsner       | 11 aprile 1960     |       | Stella Rossa        |
| 15 | D    | Branko Miljuš      | 17 agosto 1961     |       | Hajduk Spalato      |
| 16 | C    | Dragan Stojković   | 3 marzo 1965       |       | Radnički Niš        |
| 17 | A    | Josip Čop          | 14 ottobre 1954    |       | Hajduk Spalato      |
| 18 | A    | Stjepan Deverić    | 20 agosto 1961     |       | Dinamo Zagabria     |
| 19 | A    | Sulejman Halilović | 14 novembre 1955   |       | Dinamo Vinkovci     |
| 20 | C    | Borislav Cvetković | 30 settembre 1962  |       | Dinamo Zagabria     |

## Gruppo B

### Germania Ovest[5]
Allenatore:  Jupp Derwall
| N. | Pos. | Giocatore             | Data nascita (età) | Pres. | Squadra               |
| -- | ---- | --------------------- | ------------------ | ----- | --------------------- |
| 1  | P    | Harald Schumacher     | 6 marzo 1954       |       | Colonia               |
| 2  | D    | Hans-Peter Briegel    | 11 ottobre 1955    |       | Kaiserslautern        |
| 3  | D    | Gerd Strack           | 1º settembre 1955  |       | Colonia               |
| 4  | D    | Karlheinz Förster     | 25 luglio 1958     |       | Stoccarda             |
| 5  | D    | Bernd Förster         | 3 maggio 1956      |       | Stoccarda             |
| 6  | C    | Wolfgang Rolff        | 26 dicembre 1959   |       | Amburgo               |
| 7  | C    | Andreas Brehme        | 9 novembre 1960    |       | Kaiserslautern        |
| 8  | A    | Klaus Allofs          | 5 dicembre 1956    |       | Colonia               |
| 9  | A    | Rudi Völler           | 13 aprile 1960     |       | Werder Brema          |
| 10 | C    | Norbert Meier         | 20 settembre 1958  |       | Werder Brema          |
| 11 | A    | Karl-Heinz Rummenigge | 25 settembre 1955  |       | Bayern Monaco         |
| 12 | P    | Dieter Burdenski      | 26 novembre 1950   |       | Werder Brema          |
| 13 | C    | Lothar Matthäus       | 21 marzo 1961      |       | Borussia M'gladbach   |
| 14 | D    | Ralf Falkenmayer      | 11 febbraio 1963   |       | Eintracht Francoforte |
| 15 | D    | Uli Stielike          | 15 novembre 1954   |       | Real Madrid           |
| 16 | C    | Hans-Günter Bruns     | 15 novembre 1954   |       | Borussia M'gladbach   |
| 17 | A    | Pierre Littbarski     | 16 aprile 1960     |       | Colonia               |
| 18 | D    | Guido Buchwald        | 24 gennaio 1961    |       | Stoccarda             |
| 19 | A    | Rudolf Bommer         | 19 agosto 1957     |       | Fortuna Düsseldorf    |
| 20 | P    | Helmut Roleder        | 9 ottobre 1953     |       | Stoccarda             |

### Portogallo[6]
Allenatore:  Fernando Cabrita
| N. | Pos. | Giocatore                 | Data nascita (età) | Pres. | Squadra          |
| -- | ---- | ------------------------- | ------------------ | ----- | ---------------- |
| 1  | P    | Manuel Bento              | 25 giugno 1948     |       | Benfica          |
| 2  | A    | Tamagnini Nené            | 20 novembre 1949   |       | Benfica          |
| 3  | A    | Rui Manuel Jordão         | 9 agosto 1952      |       | Sporting Lisbona |
| 4  | C    | Fernando Chalana          | 10 febbraio 1959   |       | Benfica          |
| 5  | C    | Carlos Vermelhinho        | 9 marzo 1959       |       | Porto            |
| 6  | A    | Fernando Gomes            | 22 novembre 1956   |       | Porto            |
| 7  | C    | Carlos Manuel             | 15 gennaio 1958    |       | Benfica          |
| 8  | D    | António Veloso            | 31 gennaio 1957    |       | Benfica          |
| 9  | D    | João Domingos Pinto       | 21 novembre 1961   |       | Porto            |
| 10 | D    | António Lima Pereira      | 1º febbraio 1952   |       | Porto            |
| 11 | D    | Eurico Gomes              | 29 settembre 1955  |       | Porto            |
| 12 | P    | Jorge Martins             | 12 agosto 1954     |       | Vitória Setúbal  |
| 13 | C    | António Sousa             | 28 aprile 1957     |       | Porto            |
| 14 | C    | António Frasco            | 16 gennaio 1955    |       | Porto            |
| 15 | C    | Jaime Pacheco             | 22 luglio 1958     |       | Porto            |
| 16 | C    | António José Bastos Lopes | 19 novembre 1953   |       | Benfica          |
| 17 | D    | Álvaro                    | 3 gennaio 1961     |       | Benfica          |
| 18 | D    | Eduardo Luís              | 6 dicembre 1955    |       | Porto            |
| 19 | A    | Diamantino Miranda        | 3 agosto 1959      |       | Benfica          |
| 20 | P    | Vítor Damas               | 8 ottobre 1947     |       | Portimonense     |

### Romania[7]
Allenatore:  Mircea Lucescu
| N. | Pos. | Giocatore          | Data nascita (età) | Pres. | Squadra            |
| -- | ---- | ------------------ | ------------------ | ----- | ------------------ |
| 1  | P    | Silviu Lung        | 9 settembre 1956   |       | FCU Craiova        |
| 2  | D    | Mircea Rednic      | 19 aprile 1962     |       | Dinamo Bucarest    |
| 3  | D    | Costică Ștefănescu | 26 marzo 1951      |       | FCU Craiova        |
| 4  | D    | Nicolae Ungureanu  | 11 novembre 1956   |       | FCU Craiova        |
| 5  | C    | Aurel Țicleanu     | 20 gennaio 1959    |       | FCU Craiova        |
| 6  | D    | Gino Iorgulescu    | 15 maggio 1956     |       | Sportul Studențesc |
| 7  | A    | Marcel Coraș       | 14 maggio 1959     |       | Sportul Studențesc |
| 8  | D    | Michael Klein      | 10 ottobre 1959    |       | Corvinul Hunedoara |
| 9  | A    | Rodion Cămătaru    | 22 giugno 1958     |       | FCU Craiova        |
| 10 | C    | László Bölöni      | 11 marzo 1953      |       | ASA Târgu Mureș    |
| 11 | C    | Gheorghe Hagi      | 5 febbraio 1965    |       | Sportul Studențesc |
| 12 | P    | Dumitru Moraru     | 1º maggio 1956     |       | Dinamo Bucarest    |
| 13 | D    | Ioan Andone        | 15 marzo 1960      |       | Dinamo Bucarest    |
| 14 | C    | Mircea Irimescu    | 13 maggio 1959     |       | FCU Craiova        |
| 15 | C    | Marin Dragnea      | 1º gennaio 1956    |       | Dinamo Bucarest    |
| 16 | D    | Nicolae Negrilă    | 23 luglio 1954     |       | FCU Craiova        |
| 17 | A    | Ion Adrian Zare    | 11 maggio 1959     |       | Bihor Oradea       |
| 18 | C    | Ionel Augustin     | 11 ottobre 1955    |       | Dinamo Bucarest    |
| 19 | A    | Romulus Gabor      | 14 ottobre 1961    |       | Corvinul Hunedoara |
| 20 | P    | Vasile Iordache    | 9 ottobre 1950     |       | Steaua Bucarest    |

### Spagna[8]
Allenatore:  Miguel Muñoz
| N. | Pos. | Giocatore                  | Data nascita (età) | Pres. | Squadra         |
| -- | ---- | -------------------------- | ------------------ | ----- | --------------- |
| 1  | P    | Luis Arconada              | 26 giugno 1954     |       | Real Sociedad   |
| 2  | D    | Santiago Urquiaga          | 18 aprile 1958     |       | Athletic Bilbao |
| 3  | D    | José Antonio Camacho       | 8 giugno 1955      |       | Real Madrid     |
| 4  | D    | Antonio Maceda             | 16 maggio 1957     |       | Sporting Gijón  |
| 5  | D    | Andoni Goikoetxea          | 23 maggio 1956     |       | Athletic Bilbao |
| 6  | D    | Rafael Gordillo            | 24 febbraio 1957   |       | Betis           |
| 7  | C    | Juan Antonio Señor         | 26 agosto 1958     |       | Real Saragozza  |
| 8  | C    | Víctor Muñoz               | 15 marzo 1958      |       | Barcellona      |
| 9  | A    | Carlos Alonso "Santillana" | 23 agosto 1952     |       | Real Madrid     |
| 10 | C    | Ricardo Gallego            | 8 febbraio 1959    |       | Real Madrid     |
| 11 | A    | Francisco José Carrasco    | 6 marzo 1959       |       | Barcellona      |
| 12 | D    | Salvador García            | 4 marzo 1961       |       | Real Saragozza  |
| 13 | P    | Francisco Buyo             | 13 gennaio 1958    |       | Siviglia        |
| 14 | D    | Julio Alberto Moreno       | 7 ottobre 1958     |       | Barcellona      |
| 15 | C    | Roberto Fernández          | 5 luglio 1962      |       | Valencia        |
| 16 | C    | Francisco López            | 1º novembre 1962   |       | Siviglia        |
| 17 | A    | Marcos Alonso Peña         | 1º ottobre 1959    |       | Barcellona      |
| 18 | A    | Emilio Butragueño          | 22 luglio 1963     |       | Real Madrid     |
| 19 | A    | Manuel Sarabia             | 9 gennaio 1957     |       | Athletic Bilbao |
| 20 | P    | Andoni Zubizarreta         | 23 ottobre 1961    |       | Athletic Bilbao |